# Noiron-sous-Gevrey
Noiron-sous-Gevrey är en kommun i departementet Côte-d'Or i regionen Bourgogne-Franche-Comté i östra Frankrike. Kommunen ligger i kantonen Gevrey-Chambertin som tillhör arrondissementet Dijon. År 2022 hade Noiron-sous-Gevrey 1 143 invånare.

## Befolkningsutveckling
Antalet invånare i kommunen Noiron-sous-Gevrey
Referens:INSEE